# Vampire Hunter D: Bloodlust
Vampire Hunter D: Bloodlust (吸血鬼ハンターD ブラッドラスト?, Banpaia Hantā Dī: Buraddorasuto) è un film d'animazione del 2000 diretto da Yoshiaki Kawajiri.
Pellicola realizzata dalla Madhouse, basata sulla serie di light novel Vampire Hunter D dello scrittore Hideyuki Kikuchi. Il protagonista D è un dampiro (dhampir) cioè mezzo vampiro e mezzo umano, cacciatore di demoni e vampiri. Contro di lui ci sono altri cacciatori, demoni spietati e la contessa sanguinaria Carmilla.

## Trama
In un futuro remoto il mondo è allo sbando, ripiombato dopo un incredibile progresso tecnologico in una sorta di medioevo moderno, in cui gli antichi signori, i vampiri, stanno ormai perdendo il loro potere. D, un cacciatore dhampir, figlio di un vampiro e di una donna umana, viene incaricato dal ricco John Elbourne di riportargli sua figlia Charlotte, rapita dal vampiro Meier Link. Qualora la fanciulla fosse già stata tramutata in vampiro, egli dovrà ucciderla. All'inseguimento di Meier Link però ci sono altri cacciatori, i fratelli Markus, formati dal capo Borgoff, dal nerboruto Nolt, dal rapido Kyle, dal malato Grove e dalla bella Leila.
Ben presto le forze del male si schierano dalla parte di Meier e intralciano i cacciatori che devono scontrarsi con i Barbaroi, le creature demoniache al servizio dei vampiri. Durante uno scontro con Benge, l'uomo-ombra, Nolt viene ucciso. La carrozza di Meier corre a tutta velocità condotta dal lupo-mannaro Mashira e protetta dalla donna-mutante Caroline e da Benge, che viene ucciso in seguito da un'azione congiunta di Borgoff e Kyle. Arrivati a dei ruderi, Meier permette a Charlotte di rivedere la luce del sole un'ultima volta, ma qui viene trovata da D, al quale rivela che lei è innamorata di Meier, pregandolo di non riportarla indietro. Anche Leila si trova nei paraggi; irritata dalle parole di Charlotte, la schiaffeggia ed è decisa a riportarla a casa, se non fosse che proprio in quell'istante viene attaccata da Caroline. D combatte la mutante, ma perde lentamente le forze, essendo rimasto esposto alla luce del sole troppo a lungo: infatti, benché il sole non lo polverizzi come un normale vampiro, egli risulta comunque vulnerabile alla "malattia del sole", pertanto è costretto a riposare per riprendersi. Anche Leila, a causa del forte temporale scoppiato quella notte, non può ripartire subito, così si ferma a parlare con D e gli racconta la sua triste storia: quando era piccola, sua madre fu rapita dai vampiri e trasformata in una di loro, per questo quando ritornò, gli abitanti del villaggio la lapidarono davanti ai suoi occhi. La ragazza da quel momento ha deciso di combattere i vampiri e per questo si è unita ai fratelli Markus. I due si scambiano una promessa: se uno dei due alla fine della battaglia perderà la vita, l'altro dovrà portargli i fiori sulla tomba.
Il viaggio riprende, e Kyle e Borgoff preparano una trappola su un ponte per riprendere Charlotte, ma quando la fanciulla sta per essere portata via, Meier esce dalla carrozza e si espone alla luce per fermare i due fratelli. Charlotte, non sopportando di vederlo bruciare ed essere colpito dalle frecce d'argento, corre verso di lui, intenzionata a morire col suo amato. Leila osserva incredula la scena, mentre il mutaforme Mashira riesce a fermare i fratelli Markus rimuovendo le bombe dal ponte e gettandole in acqua; nello scontro, Kyle rimane ucciso e Borgoff perde un occhio.
La carrozza di Meier si avvicina al castello di Chayte, dove riposa lo spirito di Carmilla, la contessa sanguinaria, un tempo amata dal padre di D, il quale però, per punire la sua cupidigia, la sigillò in un sonno eterno con la sua spada. Carmilla promette ospitalità a Meier e Charlotte, e gli mostra la nave spaziale con la quale potranno raggiungere la città tra le stelle ed essere felici. D, dopo aver ucciso Mashira, raggiunge il castello; anche Leila, Borgoff e Grove giungono lì. Carmilla allora entra in gioco e inganna tutti con delle illusioni: a D mostra sua madre, a Leila sé stessa da bambina, a Borgoff invece fa credere che Kyle e Nolt siano ancora vivi e lo uccide, per poi tramutarlo in vampiro. D si accorge subito del trucco e salva Leila prima che venga schiacciata da un lampadario, ma poco dopo un Borgoff manipolato da Carmilla prende in ostaggio Leila e minaccia di ucciderla. Tuttavia Grove usa i suoi poteri paranormali e la salva, morendo subito dopo. Nel frattempo, Carmilla tende una trappola a Meier, mostrandogli tramite un'illusione D con Charlotte e riuscendo a ferirlo gravemente, dopo di che ipnotizza la vera Charlotte e la morde sul collo, prosciugandola. Il suo obiettivo è risorgere grazie al sangue puro di Charlotte che apparentemente muore esangue davanti alla bara di Carmilla. Ella grazie al sangue si libera dal sigillo ma prima di completare la sua resurrezione viene sconfitta da D, che aspira completamente il suo spirito grazie al demone parassita nella sua mano. Meier intanto ha trovato Charlotte morente e le promette che la porterà alla città delle stelle dove potranno finalmente essere felici e liberi. La donna muore serenamente poco tempo dopo tra le braccia del suo amato. Alla scena assiste anche Leila che punta la propria pistola contro Meier, ma vedendo la sincera disperazione del vampiro si impietosisce e rinuncia ad ucciderlo. Meier fa per portare via l'amata Charlotte, ma D appare e gli ordina di consegnargli il corpo della giovane.
D e Meier si scontrano mentre Leila osserva addolorata il corpo di Charlotte. La donna, ormai stanca di combattere, le prende dal dito un anello d'oro e lo scaglia contro i due combattenti. D riesce a ferire Meier, ma senza trafiggergli il cuore, poi prende l'anello come prova della morte di Charlotte e insieme a Leila si incammina sulla via del ritorno. Il castello crolla e finalmente in quel luogo demoniaco sorge il sole, mentre in lontananza Meier e Charlotte volano verso il cielo sulla nave spaziale, diretti alla città delle stelle, sparendo poco dopo.
Anni dopo, D si reca al funerale di Leila per portarle dei fiori sulla tomba e mantenere la promessa fatta tempo prima. Qui conosce la nipotina di lei, che aveva sentito parlare del cacciatore da sua nonna. La bambina lo invita a restare per incontrare il proprio padre, ma D preferisce andare via, elargendole un piccolo sorriso. Mentre il protagonista si allontana in sella al suo cavallo, la mano di D commenta sarcasticamente il sentimentalismo mostrato dal dhampir con un «Be', nessuno è perfetto».

## Personaggi
D
È il protagonista della storia, un dhampir e perciò figlio di un vampiro e di una donna umana. È un famoso cacciatore di vampiri, i cui servigi sono richiesti da molti. Mostra capacità sovraumane quali forza, velocità e intelletto sovrumani e, per tale motivo, è temuto dagli esseri umani, che si rivolgono a lui in caso di estrema necessità. Si veste interamente di nero, con un lungo mantello e un cappello a tesa larga. Praticamente immortale ed eternamente giovane, combatte con la sua spada e con i poteri derivanti dalla sua mano sinistra senziente, con la quale risucchia l'anima dei suoi nemici. Al contempo soffre la luce del sole e necessita comunque di bere sangue come i comuni vampiri. Si sposta sul suo cavallo nero dotato di corna. Il suo carattere è freddo e ombroso, e si mostra sempre calmo, determinato e in controllo della situazione, anche nei momenti di maggiore concitazione. Mostra però rispetto per le motivazioni degli altri personaggi della storia, comportandosi in modo leale nei loro confronti.
Leila Marcus
Leila Marcus è l'unica donna del clan Marcus, un gruppo di cacciatori di mostri ingaggiati da John Elbourne per salvare la figlia Charlotte. È una bionda pistolera dagli occhi verde-azzurro che indossa abiti di pelle rossi e che si sposta a bordo della sua moto. In questo lungometraggio animato, il personaggio di Leila è sviluppato in rapporto al crescere della relazione di amicizia con D. Dura ed estremamente fiduciosa nei propri mezzi, dimostra anche una spiccata tensione a costruire rapporti interpersonali, sino a confidare ad altri i propri ricordi più intimi, come avviene con D. Si è unita ai fratelli Marcus per vendicarsi della razza dei vampiri, che lei odia dopo che sua madre è stata uccisa a causa loro.
Meier Link
Membro della Grande Nobiltà vampiresca, è il vampiro che si pensa abbia rapito Charlotte Elbourne. Alto, forte e risoluto, di aspetto giovanile e affascinante, dai capelli bianco/argentati e vestito con abiti aristocratici, ha doti sovraumane ed è capace di trasformare il suo lungo mantello e le sue mani in affilate lame di metallo con cui combattere. I suoi poteri sono di fatto illimitati, disponendo di telecinesi, telepatia e volo. Benché debba nutrirsi di sangue, egli non ha mai morso un essere umano. È sinceramente innamorato della mortale Charlotte e il sentimento è reciproco. I due si amano e desiderano semplicemente rimanere insieme. Come ogni vampiro, la luce del sole è per lui letale. Si accompagna al licantropo Mashira e ai mutanti Bengé e Caroline.
Charlotte Elbourne
Bellissima giovane figlia di John Elbourne, è la fanciulla amata da Meier Link. Ha lunghi capelli ricci di colore castano e nella storia indossa un abito bianco. Vuole solo vivere accanto al proprio amato, anche se ciò significasse rinunciare alla propria famiglia e alla sua umanità. In nome del sentimento che nutre per Meier, in più occasioni mostra grande coraggio e determinazione anche di fronte al pericolo, pur provando un sincero senso di colpa quando qualcuno si ferisce nel tentativo di riportarla alla sua famiglia.
Carmilla
È un'antica contessa sanguinaria, manipolatrice e potente vampira, che per ben cinquemila anni ha seminato morte e terrore con la sua insaziabile sete di sangue prima di venire uccisa dal Vampiro Supremo, padre di D, offeso e adirato dalla sua crudeltà. Essendo morta, la contessa ha bisogno di sangue puro per tornare in vita, per questo motivo attira con l'inganno Charlotte e Meier Link nel suo castello, promettendo di aiutarli a coronare il loro sogno d'amore quando invece mira a nutrirsi del sangue della ragazza. Verrà sconfitta e uccisa da D. Il personaggio è liberamente ispirato alla figura storica di Erzsébet Báthory, la celebre nobildonna ungherese famosa per le sue sadiche tendenze e per le torture e gli omicidi di più di 600 ragazze con il cui sangue amava bagnarsi (come confermato tra l'altro, anche da un flashback che mostra una moltitudine di cadaveri femminili ammucchiati su un pavimento), mentre per quanto riguarda il nome, fonte di ispirazione è la protagonista del famoso romanzo Carmilla, di Joseph Sheridan Le Fanu.
Mano di D
La mano sinistra di D è un personaggio a sé stante, capace di parlare e pensare autonomamente rispetto al suo padrone. Si tratta di una entità simbiotica che ha trovato dimora nel corpo del cacciatore e che conferisce a D immensi poteri. Inoltre, nel lungometraggio svolge il ruolo di narratore interno che mette allo scoperto, in maniera caustica, i reali pensieri e le contraddizioni del protagonista.
Famiglia Marcus
Borgoff, Kyle, Groveck, Nolt (oltre alla già citata Leila) sono i membri del clan Marcus, anch'essi alla ricerca di Charlotte e di Meier Link. Sono abili mercenari senza scrupoli, disposti a ogni mezzo pur di raggiungere il loro obiettivo. Mentre Borgoff, Kyle e Nolt ricorrono alle loro armi per combattere i nemici, Groveck è capace di scindere l'anima dal proprio corpo, ma deve restare sdraiato e in stato catatonico: in questa forma, può usare la propria energia spirituale per causare esplosioni o lanciare raggi di energia. Prova molto affetto per Leila, arrivando a sacrificarsi per salvarla.